# Protodrilus albicans
Protodrilus albicans är en ringmaskart som beskrevs av V. Jouin 1970. Protodrilus albicans ingår i släktet Protodrilus och familjen Protodrilidae. Inga underarter finns listade i Catalogue of Life.